# 宇都宮毒入りジュース事件
宇都宮毒入りジュース事件（うつのみやどくいりジュースじけん）とは、1962年（昭和37年）4月6日に栃木県宇都宮市で起こった殺人事件である。
父親の毒殺を企む青年が用意した毒入りのジュースを全く無関係の一家が飲んでしまい、子供3人が死亡した｡

## 事件の経過
昭和37年4月6日の早朝、宇都宮市で農業を営むA（35歳）は、自宅近くのあぜ道で新聞紙の包みを発見した。中にはポリエチレン袋入りのジュースが4袋あり、捨てておくのはもったいないと考えた彼は家に持ち帰った。朝食の席でA、Aの子供3人（9歳、7歳、4歳）、Aの母親の計5人がそのジュースを飲んだところ、一同はまもなく苦しみ始めた。飲まなかった祖父と妻が慌てて救急車を呼んだものの、到着した頃には3人の子供は絶命していた。Aと母親は飲んだ量が少量だったため、一命をとり止めた。
被害者の嘔吐物や残りのジュースからは、有機リン系統の毒物が検出され、さらにジュースの袋には注射針を差し込んだような穴が発見された。その毒入りジュースが拾い物だという証言を得た警察は、聞き込みの末に近隣の農業B家の娘も同日の同時刻に、同じようなジュースを2袋拾っていたとの情報を得る。そのジュース袋にも注射器の穴があり、中には毒物が混入されていた。しかし、B家ではそのジュースを放置していたため被害を免れていた。捜査陣は不特定多数の殺害を狙った凶悪犯と推理したが、農業組合で要職に就いていたB家の一家皆殺しを図った、怨恨による犯行の可能性もあった。
一方、ジュースの入手経路を探って聞き込みを重ねる捜査員は、現場近くの菓子屋で「若い男が、同じジュースを6袋買っていた。しかもその男は、事件後に再度やってきて『俺がジュースを買ったことをしゃべるな』と、口止めを頼んでいった」との証言を得る。菓子屋の主人はその男の顔を覚えていたことから、犯人が逮捕される。犯人はB家の長男C（20歳）だった。

## 犯行の動機
CがA家の子供たちを死なせたのは全くの手違いで、彼が狙っていたのは自身の父親（49歳）だった。農業を嫌がるCはサラリーマンになりたがっていたが、頑固で専制的な父に強制され、仕方なく家業を手伝っていた。
そんな彼にも女友達ができたが、彼女は「農家の嫁にはなりたくない」という。彼女と一緒になるため農業を辞めたいが、父親に許されるとは思えない。思い悩むCは父親の毒殺を企み、殺虫剤を混入したジュースを自宅そばの路上に置いた。それを自身のきょうだいに拾わせ、父親に飲ませる算段だった。しかし、偶然に通りかかった隣家の主人が拾ってしまい、思わぬ事態に至ったのであった。